# آکادمی نیروی دریایی نروژ
آکادمی نیروی دریایی نروژ (به نروژی: Sjøkrigsskolen)؛ یکی از ۳ مدرسه جنگ نیروهای مسلح نروژ است که زیر نظر دانشگاه نیروهای مسلح نروژ اداره می‌شود. این آکادمی در برگن واقع شده‌است.
هدف آکادمی نیروی دریایی نروژ، آموزش افسران فرمانده در نیروی دریایی نروژ است. طول این دوره آموزشی ۳ سال است. این دوره شامل یک سال آموزش عمومی علوم نظامی و غیرنظامی است که در همه رشته‌های فرماندهی در نیروهای مسلح نروژ، مشترک است. طول مرحله بعدی در این دوره، ۲ سال است که به آموزش تخصصی در یکی از رشته‌های، اداری، عملیاتی یا فنی اختصاص دارد.

## پیشینه
تا زمان خروج نروژ، از اتحاد با دانمارک، در سال ۱۸۱۴ میلادی، افسران نروژی، در ناوگان مشترک دانمارک-نروژ در آکادمی نیروی دریایی اتحادیه، در کپنهاگ آموزش می‌دیدند.
 سابقه آکادمی نیروی دریایی نروژ، با تأسیس آکادمی سلطنتی دانشجویی نیروی دریایی نروژ؛ آغاز می‌شود. این آموزشگاه بعد از صدور قطعنامه ۲۳ دسامبر ۱۸۱۶ در لارویک که در آن زمان پایگاه اصلی نیروی دریایی در نروژ بود بنا گذاشته شد. گشایش رسمی این آموزشگاه در روز دوشنبه ۲۷ اکتبر ۱۸۱۷ به انجام رسید. اولین گروه دانشجویان این آموزشگاه، شامل ۹ نفر بود.
 بعدها، در سال ۱۸۶۴ میلادی، همزمان با تأسیس پایگاه اصلی نیروی دریایی نروژ، در هورتن، آکادمی سلطنتی دانشجویی نیروی دریایی نروژ، به هورتن، منتقل شد. این آموزشگاه، همچنان تا آغاز کشیده شدن دامنه جنگ جهانی دوم به نروژ، در تاریخ ۹ آوریل ۱۹۴۰ دایر بود. 
در طول جنگ جهانی دوم، نیروی دریایی نروژ، در بریتانیا، بازسازی و سازماندهی شد. اولین دسته دانشجویان نیروی دریایی نروژ، از قبل، از تاریخ اول ژانویه ۱۹۴۰، در کالج سلطنتی نیروی دریایی بریتانیا در دارتموث، مشغول تحصیل بودند. در پاییز سال ۱۹۴۱ یک آموزشگاه نیروی دریایی برای آموزش دانشجویان نروژی، در لندن تأسیس شد. بعداً این دوره آموزشی به نزدیکی ادینبرا منتقل شد.
پس از پایان جنگ جهانی دوم یک آموزشگاه نیروی دریایی به‌طور موقت، در اسلو شروع به فعالیت کرد. این آموزشگاه در طول یک دوره ۱۵ ساله فعال بود. در سال ۱۹۶۰ این آموزشگاه به برگن منتقل شد و به این ترتیب آکادمی نیروی دریایی نروژ در خلیجی در نزدیکی برگن مستقر گردید.